# Station Ruigrijk
Station Ruigrijk is een voormalig treinstation in het Nederlandse attractiepark de Efteling. Het station was onderdeel van de Efteling Stoomtrein Maatschappij.
Het station opende in 1999 in het themagebied Ruigrijk en sloot in 2009.

## Geschiedenis
Station Ruigrijk was tot 1999 in de Efteling bekend als Station Oost. In 1999 kreeg het station de naam Station Ruigrijk. Het station was te vinden in het themagebied Ruigrijk en bevond zich op enkele meters waar het huidig Station de Oost terug te vinden is. Het station werd in 2009 gesloten en afgebroken na de opening van het nieuwe station in het themagebied. 

Lijst van attracties in de Efteling · Lijst van sprookjes in de Efteling · Afbeeldingen